# Reserva Florestal Grecia
A Reserva Florestal Grecia (em castelhano:  Reserva Forestal Grecia), é uma área protegida na Costa Rica, administrada sob a Área de Conservação Central. Foi criada em 1974 pela lei 5463.